# Harjesia
Harjesia es un género de mariposas satíridas que se encuentran en la ecozona neotropical.

## Especies
La siguiente es la lista de especies pertenecientes a este género.
- Harjesia blanda (Möschler, 1877)
- Harjesia griseola (Weymer, 1911)
- Harjesia obscura (Butler, 1867)
- Harjesia oreba (Butler, 1870)
- Harjesia vrazi (Kheil, 1896)